# Sonate pour piano no 9 de Beethoven
Pour les articles homonymes, voir Sonate pour piano (homonymie).
La Sonate pour piano no 9 en mi majeur, opus 14 no 1, de Ludwig van Beethoven, fut composée entre 1798 et 1799, publiée en même temps que la no 10 en décembre 1799 et dédiée à la baronne Josefa von Braun.

## Contexte
Malgré leur numérotation, la Sonate no 9 était antérieure à la Pathétique. Beethoven en fit un arrangement pour quatuor à cordes en 1802[réf. souhaitée].

## Musique
Elle comporte trois mouvements :
1. Allegro (mi majeur)
2. Allegretto (mi mineur)
3. Rondo. Allegro commodo (mi majeur)

### Premier mouvement
Le premier mouvement débute par une série de quartes ascendantes à la main droite, suivies d'une phrase répétée en écho à différentes octaves comme dans un quatuor à cordes. Le second thème, en si majeur, se fonde sur une gamme chromatique ascendante. Le développement est plein d'arpèges en doubles-croches à la main gauche, puis des gammes en doubles-croches à la main gauche accompagnent le début de la réexposition. Le mouvement s'achève dans la douceur.

### Deuxième mouvement
Le deuxième mouvement est en forme-menuet. La section principale, en mi mineur, n'aboutit pas à une cadence complète, mais se termine sur un accord de mi majeur qui sonne comme la dominante de la mineur. Le trio est intitulé Maggiore, en do majeur. La coda rappelle brièvement la tonalité de do majeur avant de retourner au mi mineur.

### Troisième mouvement
Le troisième mouvement est un rondo animé. Le dernier rappel du thème est syncopé.